# Juliaca clandestina
Juliaca clandestina är en insektsart som beskrevs av Young 1977. Juliaca clandestina ingår i släktet Juliaca och familjen dvärgstritar. Inga underarter finns listade i Catalogue of Life.